# Mid Island
Mid Island är en ö i territoriet Falklandsöarna (Storbritannien). Den ligger i den sydvästra delen av ögruppen, 130 km sydväst om huvudstaden Stanley.